# Malcolm McKenna
Malcolm Carnegie McKenna (1930, Pomona - 3 de marzo de 2008, Boulder) fue un paleontólogo estadounidense. Fue conservador emérito del Museo Americano de Historia Natural, y profesor emérito de Ciencias de la Tierra y del Medioambiente en la Universidad de Columbia.
Malcolm McKenna nació en Pomona, California, aunque creció en Claremont, y estudió en la Webb School. Raymond Alf, el fundador del museo de paleontología de la Webb School, influyó de adolescente en McKenna para que se convirtiera en paleontólogo.
En 1958 obtuvo el doctorado en la Universidad de California, y comenzó su trabajo de investigación especializándose en la historia y evolución de mamíferos del Eoceno inferior de los Estados Unidos, aunque también publicó trabajos interdisciplinarios en otros muchos ámbitos como la cosmología, la geología, y la biología molecular.
Trabajó durante 41 años en el Museo Americano de Historia Natural de Nueva York. Después de su jubilación, ejerció de adjunto en la Universidad de Colorado y en la Universidad de Wyoming.
En 1997 publicó su principal obra, Classification of Mammals Above the Species Level, escrita conjuntamente con Susan K. Bell en dos tomos. La obra clasifica todos los mamíferos conocidos, tanto vivos como extintos. Es autor de un centenar de trabajos de investigación, recogidos en una docena de volúmenes, aunque su trabajo junto con Bell fue tan bien recibido en el ámbito académico, que eclipsó el resto de su obra. Stephen Jay Gould, prominente evolucionista, dijo que todo lo que había aprendido sobre los mamíferos, lo aprendió de Malcolm McKenna.
En 2001, McKenna recibió la Romer-Simpson Medal de la Society of Vertebrate Paleontologists, y la Gold Medal de la Paleontological Society of America en 1992.
Murió el 3 de marzo de 2008 en Boulder, Estados Unidos.

## Obra
- Malcolm C. McKenna y Susan K. Bell (1997). Classification of Mammals Above the Species Level. Columbia University Press. ISBN 0-231-11012-X.